# Movimento per la Democrazia (Capo Verde)
Il Movimento per la Democrazia (in portoghese: Movimento para a Democracia - MpD) è un partito politico capoverdiano di orientamento liberale e cristiano-democratico fondato nel 1990.

## Risultati elettorali
| Elezione          | Voti    | %     | Seggi   |
| ----------------- | ------- | ----- | ------- |
| Parlamentari 1991 | 78.454  | 66,41 | 56 / 79 |
| Parlamentari 1995 | 93.249  | 61,30 | 50 / 72 |
| Parlamentari 2001 | 55.586  | 40,55 | 30 / 72 |
| Parlamentari 2006 | 74.910  | 44,02 | 29 / 72 |
| Parlamentari 2011 | 94.674  | 42,27 | 32 / 72 |
| Parlamentari 2016 | 122.881 | 54,48 | 40 / 72 |

| Elezione           | Elezione           | Candidato                    | Voti   | %     | Esito         |
| ------------------ | ------------------ | ---------------------------- | ------ | ----- | ------------- |
| Presidenziali 1991 | Presidenziali 1991 | António Mascarenhas Monteiro | 70.623 | 73,44 | ✔️ Eletto     |
| Presidenziali 1996 | Presidenziali 1996 | António Mascarenhas Monteiro |        |       | ✔️ Eletto     |
| Presidenziali 2001 | I turno            | Carlos Veiga                 | 60.719 | 45,83 | ❌ Non eletto |
| Presidenziali 2001 | II turno           | Carlos Veiga                 | 75.811 | 49,99 | ❌ Non eletto |
| Presidenziali 2006 | Presidenziali 2006 | Carlos Veiga                 | 83.241 | 49,02 | ❌ Non eletto |
| Presidenziali 2011 | I turno            | Jorge Carlos Fonseca         | 60.887 | 37,79 | ✔️ Eletto     |
| Presidenziali 2011 | II turno           | Jorge Carlos Fonseca         | 97.735 | 54,26 | ✔️ Eletto     |
| Presidenziali 2016 | Presidenziali 2016 | Jorge Carlos Fonseca         | 93.010 | 74,09 | ✔️ Eletto     |